# Skalowanie (fizyka)
Skalowanie – proporcjonalna zmiana wszystkich rozmiarów (wraz z jednostkami) stosowanych do opisu układu fizycznego lub jego modelu matematycznego zachowująca ogólny przebieg zachodzących w nim procesów (zob. analiza wymiarowa); błędne przeprowadzenie tej procedury może zaburzyć matematyczną naturę opisu niektórych zjawisk, co może prowadzić do błędów w interpretowaniu ich za pomocą tak przeskalowanego modelu.